# Corpo d'armata
Corpo d'armata è una grande unità militare dell'esercito, composta da più divisioni e/o brigate che dispone, nel suo ambito, di capacità di comando, controllo, operative e logistiche tali da consentire lo sviluppo di operazioni militari terrestri in condizioni di elevata autonomia, anche con il concorso di elementi aeronavali.
La composizione varia nelle varie forze armate statali, ma generalmente la forza di un corpo d'armata oscilla fra i 40.000 e gli 80.000 uomini, in genere appartenenti a due o tre divisioni, e che è comandato da un generale di corpo d'armata. Durante la prima e la seconda guerra mondiale, data la scala dei combattimenti, più corpi d'armata furono combinati in armate, che a loro volta formavano gruppi d'armate.
Con la professionalizzazione delle forze armate, i numeri degli appartenenti si sono notevolmente ridotti.

## Storia
In origine il termine "corpo" era usato per designare qualsiasi formazione di unità speciali. La moderna organizzazione degli eserciti in corpi d'armata ebbe origine con Napoleone Bonaparte, che strutturò il suo esercito su corpi d'armata di fanteria, formati da più divisioni di fanteria nonché da una riserva di cavalleria ed artiglieria, e corpi d'armata di cavalleria, formati da più divisioni di cavalleria. Il primo impiego risale alla campagna d'Austria del 1805.

### Germania
Fu in Germania che tale impostazione conobbe successiva applicazione dimostrando la propria efficienza in termini di rapidità e sicurezza di dispiegamento delle truppe, tanto che dopo le guerre del 1866 (guerra austro-prussiana) e del 1870-1871 (guerra franco-prussiana), tutti gli eserciti europei si organizzarono su corpi d'armata.
In periodo di pace un corpo d'armata tedesco era formato di solito da due divisioni e da formazioni speciali (Jäger, artiglieria appiedata, pionieri, addetti al traffico, trasporti). Sottostava al comando di un General der Infanterie o di un General der Kavallerie (più di rado di un
tenente generale), ossia dell'ufficiale dal grado più elevato in tempo di pace, a parte l'Armeeinspekteuren, il quale tuttavia non godeva di una reale autorità ma doveva solo sovrintendere al comando; in tempo di guerra gli ispettorati diventavano stati maggiori. Ogni corpo d'armata gravitava su un proprio distretto, su cui pesava il reclutamento, la mobilitazione e l'amministrazione militare. La stessa cosa si applicava per la Kaiserliche Marine.
Oltre ai corpi d'armata regolari esisteva, nella Germania imperiale, il cosiddetto "Corpo d'armata della Guardia" (Gardekorps), reclutato su base nazionale.
Al comando generale appartenevano lo stato maggiore, l'intendenza militare, la sezione medica, il tribunale militare, i vescovi militari cattolico ed evangelico, la sezione veterinaria, ed un ufficio vestiario.
Un corpo d'armata mobile era in genere strutturato in maniera differente: consisteva di tutti i generi di unità di supporto, compresi uffici sanitari ed amministrativi, addetti al traffico, posta militare, forni da campo, trasporti ecc., il che consentiva una piena autonomia operativa.
Suddivisa tipicamente in due divisioni di fanteria (tre per alcuni Stati tedeschi), la riserva di cavalleria consisteva in una brigata su due reggimenti (solo nell'esercito russo si ebbe più di una brigata di cavalleria assegnata in permanenza ad un corpo d'armata). Analogamente l'artiglieria fu assegnata sempre solo in parte ai corpi d'armata, a disposizione del comando di corpo d'armata o disponibile come riserva.
In assetto di guerra un corpo d'armata tedesco consisteva tipicamente di:
- da due a tre divisioni di fanteria, ognuna su due o tre brigate, di due reggimenti, ciascuno di tre battaglioni
- se necessario un battaglione Jäger
- la cavalleria divisionale (un reggimento su tre squadroni)
- una brigata di artiglieria da campagna su due reggimenti, ciascuno di due gruppi di tre batterie
- un distaccamento di telegrafisti
- le colonne munizioni, articolate su due gruppi, ciascuno di due colonne per fanteria e due per artiglieria
- i trasporti:
  - sei colonne approvvigionamenti
  - sette colonne veicoli
  - una colonna forni da campo
  - una colonna pontieri
  - dodici ospedali da campo
  - un deposito quadrupedi
- talvolta inoltre l'artiglieria pesante campale (obici e mortai pesanti, con le relative colonne munizioni e servizi).

Il tutto assommava a circa 40.000 uomini, 12.000 cavalli, 144 cannoni, 2.000 veicoli, compresa l'artiglieria.
Un corpo d'armata in marcia si allungava su circa trenta chilometri di strada, che diventavano cinquanta con tutti i trasporti e le colonne, e sessanta se veniva mantenuta una certa distanza di sicurezza.
In Austria ed Italia nello stesso periodo la forza di un corpo d'armata mobile ammontava a 28.000 uomini, in Francia 50.000, in Russia 36.000, se basato su due divisioni, 52.000 se basato su tre.
Oggigiorno i corpi d'armata sono in parte operativi solo a livello di comando e pianificazione, facendo capo a due o tre divisioni. In caso di necessità operativa sono subordinati al comando unificato NATO, in cui i corpi d'armata riflettono la multinazionalità e contribuiscono all'integrazione all'interno dell'alleanza.
Esistono corpi d'armata di fanteria e corpi d'armata corazzati, sebbene talvolta i primi comprendano alcune divisioni corazzate, ed i secondi alcune divisioni di fanteria.

### Canada
Il Canada schierò per la prima volta un'unità delle dimensioni di corpo d'armata durante la prima guerra mondiale; il corpo d'armata canadese (Canadian Corps) fu un unicum, in quanto la sua composizione non cambiò nel corso dell'intera guerra, a differenza di quanto accadde ai corpi d'armata britannici in Francia e nelle Fiandre. Consisteva di quattro divisioni. Dopo l'armistizio l'esercito canadese di tempo di pace fu nominalmente organizzato in corpi d'armata e divisioni, ma non vennero mai compiute esercitazioni al combattimento per unità permanenti di dimensione maggiore al battaglione.
Al principio della seconda guerra mondiale, il contributo canadese alle forze franco-britanniche fu limitato ad una sola divisione. Dopo la caduta della Francia nel giugno 1940 fu inviata in Gran Bretagna una seconda divisione, agli ordini del comando del costituito corpo d'armata canadese; quest'ultimo fu rinominato I Corpo d'armata canadese (I Canadian Corps) dopo la creazione di un secondo corpo d'armata (II Canadian Corps) con la formazione finale di cinque divisioni canadesi in Gran Bretagna. Il I Corpo d'armata canadese combatté quindi in Italia, il II nell'Europa nordoccidentale, e i due si riunirono nel 1945 sotto la direzione della First Canadian Army; dopo lo scioglimento seguito alla fine del conflitto il Canada non ha in seguito più creato comandi di corpo d'armata.

### Gran Bretagna
L'esercito britannico conta ancora comandi di corpo d'armata per il controllo operativo delle forze.
Il I Corpo d'armata dell'Armata del Reno fu ribattezzato "Comando alleato Europa forza d'intervento rapido" (Headquarters Allied Rapid Reaction Corps, o ARRC) nel 1994. Non si tratta di un'unità puramente britannica, sebbene britannica sia la nazionalità prevalente, soprattutto a livello di comando.
Ha ricevuto il comando dell'International Security Assistance Force (ISAF) in Afghanistan il 4 maggio 2006. In precedenza fu schierato a dirigere le forze di terra durante la guerra del Kosovo, e prestò servizio pure in Bosnia ed Erzegovina, comandando le prime fasi del dispiegamento IFOR prima del 1996.
Prima di allora l'unica occasione in cui un comando di corpo d'armata britannico fu operativo dopo il 1945 si ebbe per il II Corpo d'armata durante la crisi di Suez.

### Stati Uniti
I primi corpi d'armata nell'esercito statunitense furono istituiti ufficialmente durante la guerra civile americana, con legge del Congresso del 17 luglio 1862, ma già nella primavera precedente il maggior generale George B. McClellan aveva creato sei corpi d'armata all'interno della sua Armata del Potomac.
Quelle formazioni erano di gran lunga più piccole delle corrispondenti moderne: di solito comandate da un maggior generale, erano composte da divisioni in numero da due a sei (di solito tre), e tipicamente schieravano da 10.000 a 15.000 uomini. Non esiste una discendenza diretta fra i 43 corpi d'armata della guerra civile e quelli che nell'esercito statunitense moderno portano nomi simili.
Nell'esercito confederato i corpi d'armata vennero autorizzati nel novembre 1862, erano comandati da un tenente generale e di solito di dimensioni maggiori rispetto alle controparti dell'esercito dell'Unione, in quanto formate da più brigate, ognuna delle quali formata da un maggior numero di reggimenti. Tutti i corpi d'armata confederati a Gettysburg, per esempio, erano superiori ai 20.000 uomini. Tuttavia, per entrambi gli eserciti, le dimensioni variarono notevolmente nel corso del conflitto.
Al 2003, l'esercito statunitense ha schierato sullo scacchiere mondiale quattro corpi d'armata, di struttura non permanente; molte unità vengono infatti aggregate al rispettivo corpo sulla base di una necessità operativa particolare. Sul campo di battaglia il comando di corpo d'armata rappresenta il livello di comando operativo più elevato, essendo secondo la moderna dottrina i livelli superiori dedicati più al livello amministrativo che a quello operativo.
I corpi d'armata sono designati con numeri romani consecutivi. I corpi d'armata attivi nell'esercito statunitense sono ad oggi (2024) il I Corpo d'armata (U.S. I Corps), il III Corpo d'armata (U.S. III Corps), il V Corpo d'armata (U.S. V Corps), ed il XVIII Corpo d'armata aviotrasportato (U.S. XVIII Airborne Corps); la numerazione deriva da quattro dei trenta e più corpi d'armata formati durante la seconda guerra mondiale.

### Unione Sovietica
L'Armata Rossa dell'Unione Sovietica ante-seconda guerra mondiale schierava dei corpi d'armata di fucilieri, di concetto simile a quello occidentale, con tre divisioni a formare un corpo d'armata. Subito dopo lo scoppio della guerra, però, l'apparato di comando sovietico, da poco sottoposto a feroci purghe, non sembrò in grado di maneggiare tali formazioni, che vennero perciò integrate in "armate" più piccole, e queste in "fronti". Le forze corazzate, che prima della guerra erano basate su divisioni, invece, vennero riorganizzate in corpi d'armata basati su brigate di carri ed unità di supporto, il che in termini di forza li rendeva equivalenti alle divisioni degli altri eserciti.
Dopo la guerra furono ricostituiti i corpi d'armata di fucilieri, mentre i corpi d'armata corazzati e meccanizzati furono riportati al rango di divisione. Alcuni anni dopo la maggioranza dei corpi d'armata fu sciolta per dare vita alle nuove armate combinate e alle armate carri.
L'Aeronautica Militare sovietica utilizzò la stessa terminologia dell'esercito di terra per designare le proprie formazioni sino a livello di squadrone: in posizione intermedia fra la divisione e l'armata dell'aria era il corpo d'armata, anche qui basato su tre divisioni.

## Italia

### Esercito italiano
Nell'Esercito Italiano attualmente ci sono cinque Grandi Unità di rango corpo d'armata, di cui uno operativo e quattro non operativi:
- Comando delle Forze Operative Terrestri (si occupa dei Reparti Operativi dell'Esercito)
- Comando Logistico dell'Esercito (si occupa dei Reparti Logistici dell'Esercito)
- Comando Militare per il Territorio Esercito (si occupa del reclutamento, dell'amministrazione territoriale e delle forze di complemento)
- Comando delle Scuole dell'Esercito (si occupa dei Reparti dedicati alla formazione iniziale e specialistica dell'Esercito)
- Comando per le Infrastrutture (si occupa delle gestione dei beni immobili e delle infrastrutture dell'Esercito)

Possono altresì essere considerati Reparti a livello corpo d'armata, se non altro per il rango del comandante, cioè generale di corpo d'armata, anche se sarebbero più propriamente da considerare Unità a livello divisione:
- 1º Comando delle Forze di Difesa
- 2º Comando delle Forze di Difesa
- Comando Truppe Alpine
- Comando dei Supporti delle Forze Operative di Difesa

### Marina Militare Italiana
Nella Marina Militare è considerabile Reparto a livello Corpo d'armata:
- Comando in Capo della Squadra Navale

### Aeronautica Militare Italiana
Nell'Aeronautica Militare è considerabile Reparto a livello Corpo d'armata:
- Comando della Squadra aerea

### Arma dei Carabinieri
Nell'Arma dei Carabinieri sono considerabili Reparti a livello Corpo d'armata i Comandi interregionali carabinieri:
- Comando Interregionale "Pastrengo"
- Comando Interregionale "Vittorio Veneto"
- Comando Interregionale "Podgora"
- Comando Interregionale "Ogaden"
- Comando Interregionale "Culqualber"

Sono inoltre considerati comandi a livello di corpo d'armata:
- Comando delle Unità mobili e specializzate "Palidoro"
- Comando unità forestali, ambientali e agroalimentari